# Zespół chylomikronemii
Zespół chylomikronemii (ang. chylomicron retention disease) – stosunkowo rzadka choroba z grupy zaburzeń lipidowych. Istotą choroby jest stała obecność chylomikronów w osoczu. Klinicznie może się objawiać napadowymi ostrymi bólami brzucha lub ostrym zapaleniem trzustki.